# Rufino Blanco Fombona
Rufino Blanco Fombona (17. června 1874 Caracas – 16. října 1944 Buenos Aires) byl venezuelský diplomat, spisovatel, novinář, politik, historik a redaktor, vůdčí osobnost literární moderny. Sehrál hlavní roli v uvedení děl latinskoamerických spisovatelů do světové pozornosti.      

## Životopis
Pocházel ze slavné rodiny španělských dobyvatelů, hrdinů nezávislosti, právníků, diplomatů a spisovatelů. Byl synem Rufina Blanca Tora a Isabel Fombona Palacio. Jeho sourozenci byli: Horacio (1889–1948), Augusto (–1907), Oscar, Rebeca, Mario, Hector (1882–1970), Arnoldo (1884–1950), Humberto a Isabel Loscher (1886).
Základní vzdělání dokončil v Caracasu a bakalářský titul získal v roce 1889. Začal studovat práva a filozofii na Central University of Venezuela, ale rozhodl se vstoupit na vojenskou akademii a v pouhých osmnácti letech se zúčastnil legální revoluce (1892), téhož roku byl jmenován konzulem ve Filadelfii. Tam se začal věnovat poezii, po návratu do Caracasu v roce 1895 psal do časopisů El Cojo Ilustrado a Cosmópola.
Byl vyslán na venezuelské velvyslanectví v Holandsku, kde působil v letech 1896 a 1897. V roce 1898 byl krátce uvězněn za to, že se utkal v souboji s pobočníkem prezidenta republiky, který nesouhlasil s jeho názory. Po propuštění odešel do New Yorku učit španělštinu, odtud se přestěhoval do Dominikánské republiky, kde pracoval jako novinář a byl jmenován konzulem této země v Bostonu (1898–1899). Roku 1899 vydal Blanco Fombona v Caracasu svou první knihu Trovadores y trovas, směs veršů a prózy. Následovaly Cuentos de poeta (1900), Cuentos americanos (1904) a Pequeña ópera lírica (1904), vyzrálá kniha veršů s předmluvou podepsaná Rubénem Daríem, která byla součástí estetiky modernismu. I když se později přiklonil spíše k postmodernismu. Část svých veršů přetiskl ve dvojjazyčném vydání Au-delà des horizons. Petits poèmes lyriques (Paříž, 1908) a současně vydal soubor statí Letras y literados de Hispanoamérica.
V Ciudad Bolívar se Blanco dostal do vězení za to, že zabil plukovníka, který se ho pokusil zatknout, když ve své pozici guvernéra federálního území Amazonas v srdci amazonské oblasti bojoval proti kaučukovému monopolu. To posloužilo jako inspirace pro jeho první román El hombre de hierro (1907), v němž jsou již patrné vlivy, které poznamenaly jeho vyprávění: francouzský realismus (Honoré de Balzac) a naturalistický pesimismus Guye de Maupassanta. Proti svému nepříteli napsal také pamflet De cuerpo entero; el negro Benjamín Ruiz (1900) a na vládu zaútočil dalším pamfletem z téhož roku Una página de historia; Ignacio Andrade y su gobierno, v němž obvinil stejnojmenného politika, že zfalšoval volby, které z něj udělaly prezidenta, a vyvolal občanskou válku ve Venezuele. V té době bojoval proti státnímu převratu Juana Vicente Gómeze jako tajemník Poslanecké sněmovny, což mu vyneslo exil, kvůli němuž opustil svou zemi na dvacet šest let.
Žil v Paříži (1910–1914) a poté v Madridu (1914–1936) v období jeho života, které bylo literárně mimořádně plodné. Začalo to protižidovskou básní Judas Capitolino (1912); básnickými sbírkami Cantos de la prisión y del destierro (1911), La lámpara de Aladino (1915) – knihou, v níž zavedl termín notícula, formu, kterou badatelka Violeta Rojo považovala za termín označující jednoho z předchůdců krátkého žánru.
Blanco Fombona vydal básně Cancionero del amor infeliz (1918) u příležitosti tragické sebevraždy své mladé ženy Carmen Casanové, která se dozvěděla o jeho nevěře. Později vydal knihy povídek Dramas mínimos (1920) a Tragedias grotescas (1928) a romány El hombre de oro (1915), La mitra en la mano (1927), La bella y la fiera (1931), El secreto de la felicidad (1933).
Téměř dvacet let vedl nakladatelství Editorial América. V tomto období vydal mimo jiné část děl Simóna Bolívara: Cartas (1913, 1921, 1922) a Discursos y proclamas (1913). Ve svých esejích navrhoval "panhispánský" projekt podle amerického "panamerikanismu" a vyzdvihoval dílo španělských conquistadorů, zakladatelů společenství, z něhož vzešly nové republiky. Shromáždil a otiskl také řadu studií o Bolívarovi, mimo jiné od Juana Montalva, Josého Martího a Josého Enrique Rodóa (1914). Přátelé ve Španělsku a Latinské Americe ho v roce 1925 neúspěšně navrhli na Nobelovu cenu za literaturu. Jako odpůrce diktatury Miguela Prima de Rivery ve Španělsku byl s podporou Republikánské radikální strany jmenován civilním guvernérem provincie Almería (1933) a Navarra (1933–1934).
Po návratu do vlasti se stal členem Národní akademie historie (1939), byl jmenován prezidentem státu Miranda (1936–1937) a zplnomocněným ministrem Venezuely v Uruguayi (1939–1941). Do politiky se již nesnažil zasahovat: věnoval se historickému bádání, poezii a psaní Deníku – který má asi tisíc stran ve třech dílech: Diario de mi vida. La novela de dos años (1904–1905) 1929; Camino de imperfección, 1933 a Dos años y medio de inquietud, 1942; třetí díl nevyšel, protože ho zřejmě ukradli Gómezovi agenti v Madridu. Když se mu srdeční onemocnění zhoršilo, jeho poslední knihou byla poezie: Mazorcas de oro, kompilace starých básní s několika novými. Blanco Fombona zemřel na infarkt během cesty do Buenos Aires. Pohřben byl v Národním panteonu Venezuely. 

## Dílo

### Deníky
- Diario de mi vida. La novela de dos años. 1904–1905 (Madrid: Compañía Iberoamericana de Publicaciones, 1929)
- Camino de imperfección. Diario de mi vida. 1906–1913 (Madrid: Ed. América, 1933)
- Dos años y medio de inquietud (Caracas: Impresores Unidos, 1942)

### Vyprávění
- El hombre de hierro (Caracas: Tipografía Americana, 1907)
- El hombre de oro (Madrid: Ed. Renacimiento, 1915)
- Cuentos de poeta (Maracaibo: Imprenta Americana, 1900)
- Cuentos Americanos (1904); 2.ª ed. aumentada París: Ed. Garnier, 1913
- Dramas mínimos (Madrid: Ed. Biblioteca Nueva, 1920), relatos
- La espada del samuray (Madrid: Ed. Mundo Latino, 1924)
- Tragedias grotescas (Madrid: Ed. América, 1928), relatos
- La mitra en la mano (1931)
- La bella y la fiera (Madrid: Ed. Renacimiento, 1931)
- El secreto de la felicidad (Madrid: Ed. América, 1933)

### Poezie
- Trovadores y trovas (1899)
- Pequeña ópera lírica (1904)
- Au-delà des horizons... Más allá de los horizontes; petits poèmes lyriques (1908), segunda edición selecta con versión en francés de los dos libros anteriores; segunda edición, Pequeña ópera lírica. Trovadores y trovas (1919)
- Cantos de la prisión y del destierro (París: Librería P. Ollendort, 1911)
- Cancionero del amor infeliz (Madrid: Ed. América, 1918)
- Mazorcas de oro (Caracas: Impresores Unidos, 1943)

### Politické brožury
- De cuerpo entero; el negro Benjamín Ruiz (1900)
- Una página de historia; Ignacio Andrade y su gobierno (1900)
- Judas capitolino (Chartres: Imprenta de Edmond Garnier, 1912)
- La máscara heroica (Madrid: Ed. Mundo Latino, 1923)

### Eseje
- La americanización del mundo (1902)
- La evolución política y social de Hispano-América (Madrid: Ed. B. Rodríguez, 1911)
- Grandes escritores de América (Madrid. Ed. Renacimiento, 1917)
- El conquistador español del siglo XVI (Ensayo de interpretación) (Madrid: Ed. Mundo Latino, 1921)
- El modernismo y los poetas modernistas (Madrid: Ed. Mundo Latino, 1929)
- Motivos y letras de España (Madrid: Ed. Renacimiento, 1930)
- El espejo de tres faces Santiago de Chile: Ediciones Ercilla, 1937
- Mocedades de Bolívar (Buenos Aires: Ed. Inter-Americana, 1942)
- Bolívar y la guerra a muerte. Época de Boves. 1813.1814 (Caracas: Impresores Unidos, 1942)
- El espíritu de Bolívar. Ensayo de interpretación psicológica (Caracas: Impresores Unidos, 1943)
- Bolívar, 1984, póstuma

### Cestopisy
- Más allá de los horizontes (Madrid: Casa Editorial de la Vda. de Rodríguez Serra, 1903)
- Por los caminos del mundo (Madrid: Ed. Mundo Latino, 1926)

### Články
- Letras y letrados de Hispanoamérica (París: Sociedad de Ediciones Literarias y Artísticas, 1908)
- La lámpara de Aladino (Notículas), Madrid: Ed. Renacimiento, 1915

### Edice
- Simón Bolívar, Cartas de Bolívar 1799–1822 (1913)
- Simón Bolívar, Discursos y proclamas de Simón Bolívar (1913)

### V češtině
- Kreolská demokracie – úvod František Sekanina; přeložila Tylda Meinecková; in: 1000 nejkrásnějších novel... č. 60. Praha: J. R. Vilímek, 1914
- Duše podniku – př. Hana Posseltová; předmluva Hedvika Vydrová. Praha: Odeon, 1977